# James Rendón
Pour les articles homonymes, voir Rendon.
James Aurelio Rendón Villegas (né le 7 avril 1985 à Fresno) est un athlète colombien, spécialiste de la marche.

## Biographie
Pour ses débuts sur 50 km marche, il bat de près de cinq minutes le record de Colombie que détenait Héctor Moreno depuis 1997, et s'empare du record d'Amérique du Sud en 3 h 47 min 41 s. Le précédent record était détenu par l'Équatorien Andrés Chocho avec 3 h 49 min 26 s. Ce dernier le récupère en 2016.
Il termine 16e du 50 km lors des Championnats du monde par équipes 2016 à Rome.

### Palmarès
| Date | Compétition                                      | Lieu         | Résultat | Épreuve         | Performance       |
| ---- | ------------------------------------------------ | ------------ | -------- | --------------- | ----------------- |
| 2007 | Championnats d'Amérique du Sud                   | São Paulo    | 1er      | 20 000 m marche | 1 h 24 min 25 s 4 |
| 2008 | Championnats d'Amérique centrale et des Caraïbes | Cali         | 1er      | 20 km marche    | 1 h 25 min 22 s 7 |
| 2008 | Jeux olympiques                                  | Pékin        | 31e      | 20 km marche    | 1 h 24 min 41 s   |
| 2011 | Championnats d'Amérique du Sud                   | Buenos Aires | 5e       | 20 000 m marche | 1 h 21 min 13 s 6 |
| 2011 | Championnats du monde                            | Daegu        | 18e      | 20 km marche    | 1 h 24 min 08 s   |
| 2011 | Jeux panaméricains                               | Guadalajara  | 2e       | 20 km marche    | 1 h 22 min 46 s   |
| 2012 | Championnats ibéro-américains                    | Barquisimeto | 1er      | 20 000 m marche | 1 h 26 min 12 s 1 |
| 2012 | Jeux olympiques                                  | Londres      | 28e      | 20 km marche    | 1 h 22 min 54 s   |

### Records
| Épreuve         | Performance       | Lieu           | Date              |
| --------------- | ----------------- | -------------- | ----------------- |
| 20 000 m marche | 1 h 21 min 13 s 6 | Buenos Aires   | 5 juin 2011       |
| 20 km marche    | 1 h 21 min 40 s   | Cali           | 27 novembre 2008  |
| 50 km marche    | 3 h 47 min 41 s   | Valley Cottage | 14 septembre 2014 |